# Disposition des touches d'un clavier de saisie

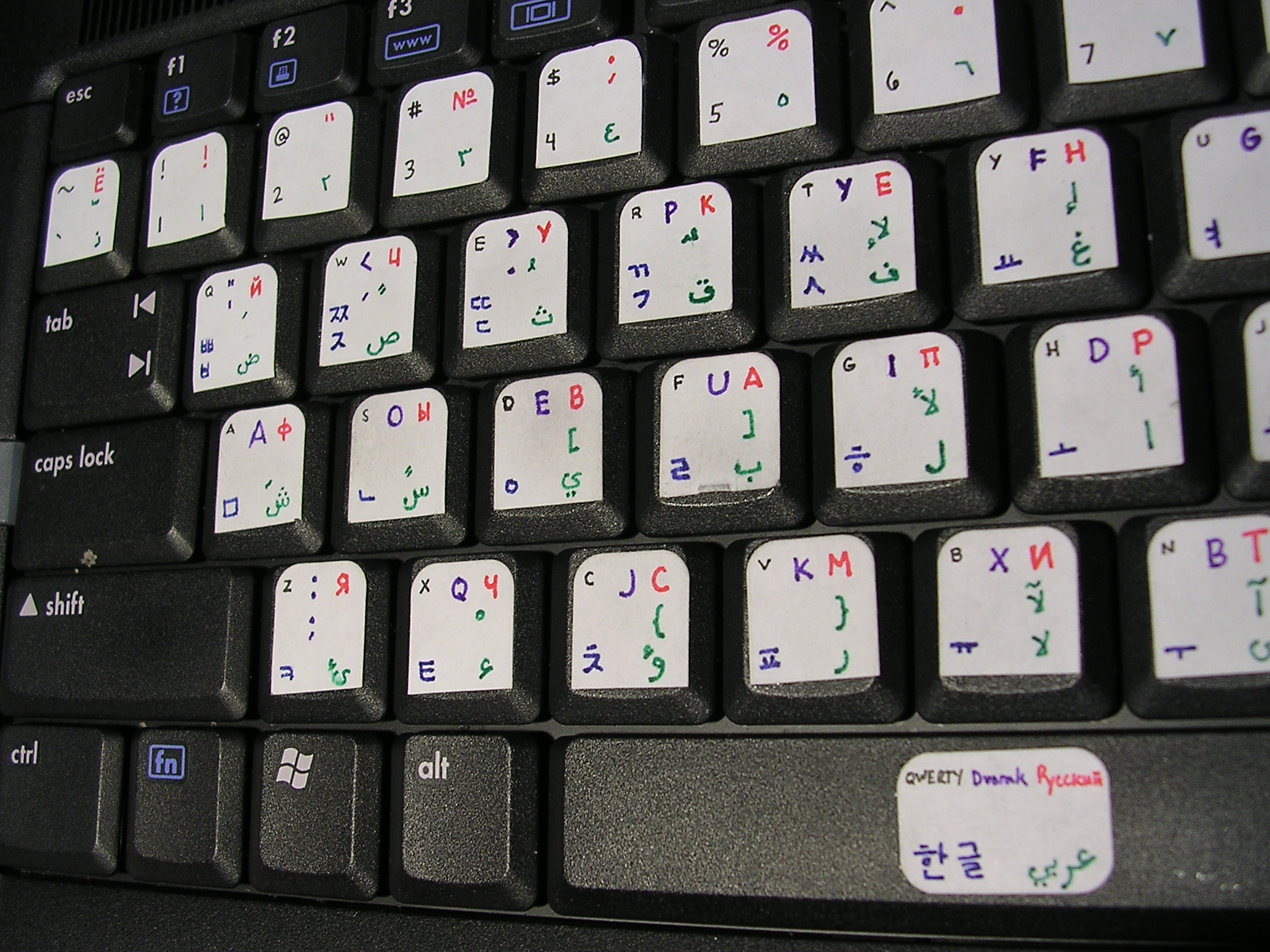
Clavier personnalisé possédant à la fois les dispositions QWERTY, Dvorak, russe, coréen, et arabe.

La disposition des touches d'un clavier de saisie permet de saisir les caractères de l'alphabet d'une langue sur une machine à écrire, un clavier d'ordinateur et sur certains appareils électroniques plus récents (téléphone portable, assistant personnel). La plupart des pays utilisent une ou plusieurs dispositions adaptées.

## Structure d'une disposition
Les dispositions de touches sont l'héritage des machines à écrire. Elles ont été adaptées aux claviers d'ordinateurs puis à d'autres périphériques. 
Les caractères souhaités sont arrangés sur les touches, elles-mêmes alignées sur plusieurs rangées. Il y a en général trois rangées alphabétiques : la rangée du milieu dite rangée de repos sert de repère en dactylographie et la rangée supérieure contient la plupart du temps les chiffres. La ponctuation et les autres caractères typographiques sont ensuite répartis en fonction de la position des caractères alphanumériques. Certaines dispositions sont étudiées pour faciliter le codage d'un langage informatique. Le marquage de la disposition sur le clavier n'est parfois pas complet : certains caractères peuvent être accessibles bien que non indiqués. Certains claviers sont tout simplement dénués de marquage et c'est alors à l'utilisateur de connaître la disposition qu'il utilise.
La disposition de clavier inclut les touches système  : Entrée, Retour arrière, les touches modificatrices, la ou les touches bascules, pour ne citer que quelques-unes. En outre, elle inclut le pavé numérique, notamment le séparateur décimal (point ou virgule). S’il est d’usage de ne pas modifier des touches comme Entrée, il est nécessaire selon les dispositions d’ajouter des modificatrices (exemple  : le clavier québécois (voir plus bas) utilise Contrôle droite comme sélecteur de groupe).
Le symbole figurant en haut à gauche d'une touche donne le caractère correspondant : les touches marquées d'une lettre capitale donnent une minuscule. Pour écrire la majuscule, la touche majuscule, souvent marquée d'une flèche ‹ ↑ ›, ou le verrouillage majuscule doivent être actionnées au préalable. La touche AltGr permet d'accéder aux symboles à droite des touches. La combinaison ‹ AltGr + Maj + touche › accède aux symboles placés en haut à droite. Parfois d'autres modificateurs existent, repérables par un système de couleur, comme la touche Fn sur certains claviers plus compacts : ils permettent d'accéder à d'autres « couches » contenant des caractères supplémentaires. Les combinaisons de touches forment les « raccourcis clavier ».
Certains symboles identifient des touches mortes : ces touches ne produisent pas d'affichage lorsqu'elles sont pressées mais modifient la prochaine touche appuyée. Elles servent essentiellement à ajouter des diacritiques sur les caractères. Par exemple, si l'on appuie sur la touche morte correspondant à l’accent aigu ‹ ´ › puis sur la lettre ‹ a ›, on obtient un ‹ á ›.

#### États-Unis d’Amérique

Disposition US standard

#### Royaume-Uni et Irlande

Disposition du Royaume-Uni et d’Irlande

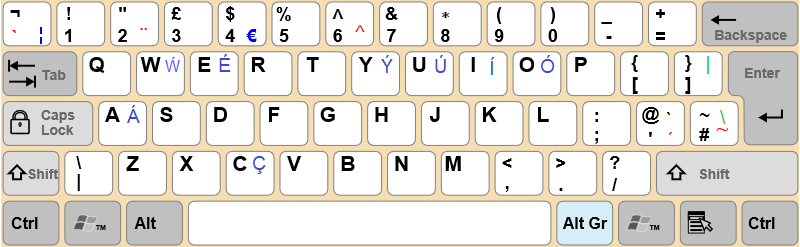
Clavier étendu du Royaume-Uni

#### Canada

Disposition anglaise du Canada

#### Espagne

Disposition espagnole d’Espagne

#### Amérique hispanique

Disposition espagnole d’Amérique hispanique

#### Portugal

Disposition portugaise au Portugal

#### Brésil

Disposition portugaise du Brésil

#### Italie

Disposition italienne

#### Pays-Bas

Disposition néerlandaise

#### Pologne

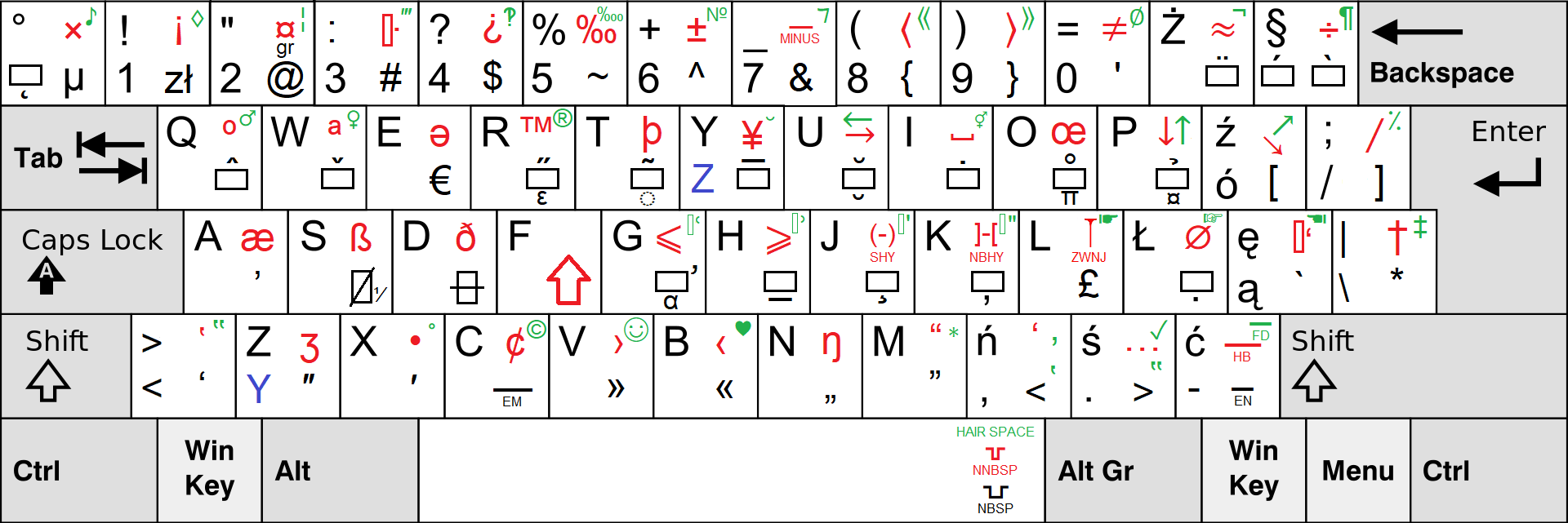
Disposition polonaise

#### Danemark

Disposition danoise

#### Îles Féroé

Disposition féroïenne

#### Islande

Disposition islandaise

#### Norvège

Disposition norvégienne

#### Suède et Finlande

Disposition suédoise et finlandaise

#### Estonie

Disposition estonienne

#### Vietnam

Disposition vietnamienne

#### Turquie

Disposition turque en Q

#### Clavier espérantophone

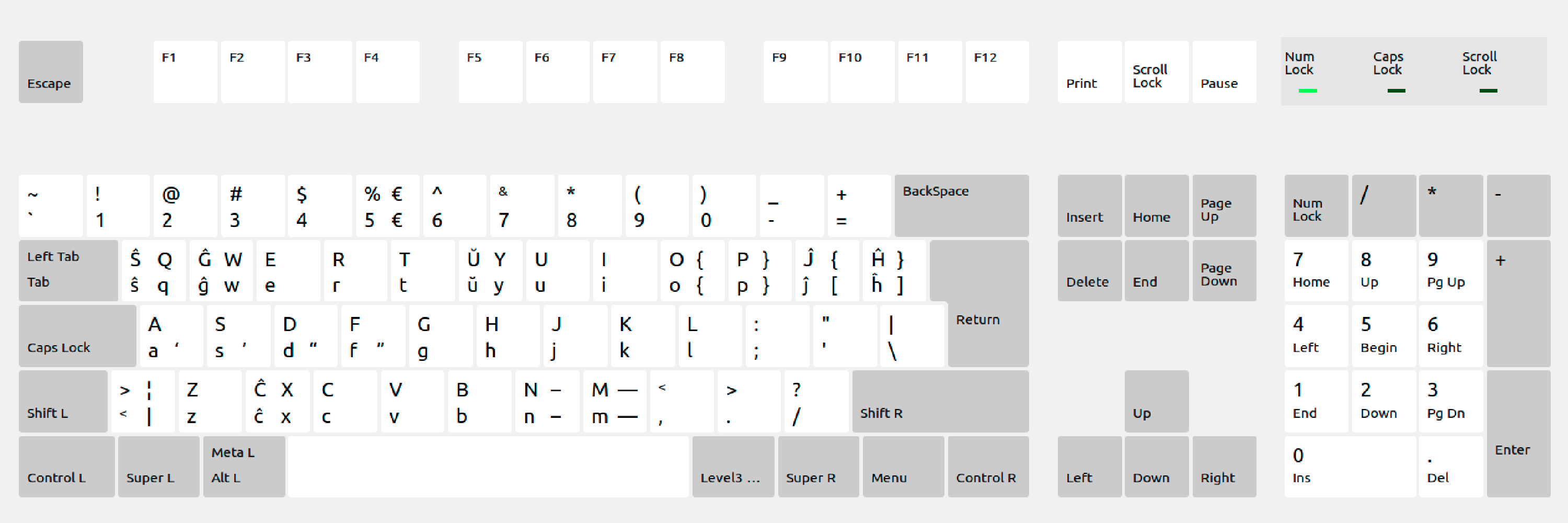
Disposition espérantophone

#### Claviers multilingues

Disposition US internationale

Disposition CAN/CSA Z243.200

Disposition de clavier européen EurKEY

Disposition multilingue finlandais - SFS 5966

#### Allemagne et Autriche

Disposition allemande et autrichienne

#### Suisse, Luxembourg et Liechtenstein

Disposition suisse

#### Hongrie

Disposition hongroise

#### Roumanie et Moldavie

Disposition roumaine (Roumanie et Moldavie)

#### Bosnie, Croatie, Monténégro, Serbie et Slovénie

Disposition bosnienne, croate, monténégrine, serbe (latin) et slovène

### AZERTY

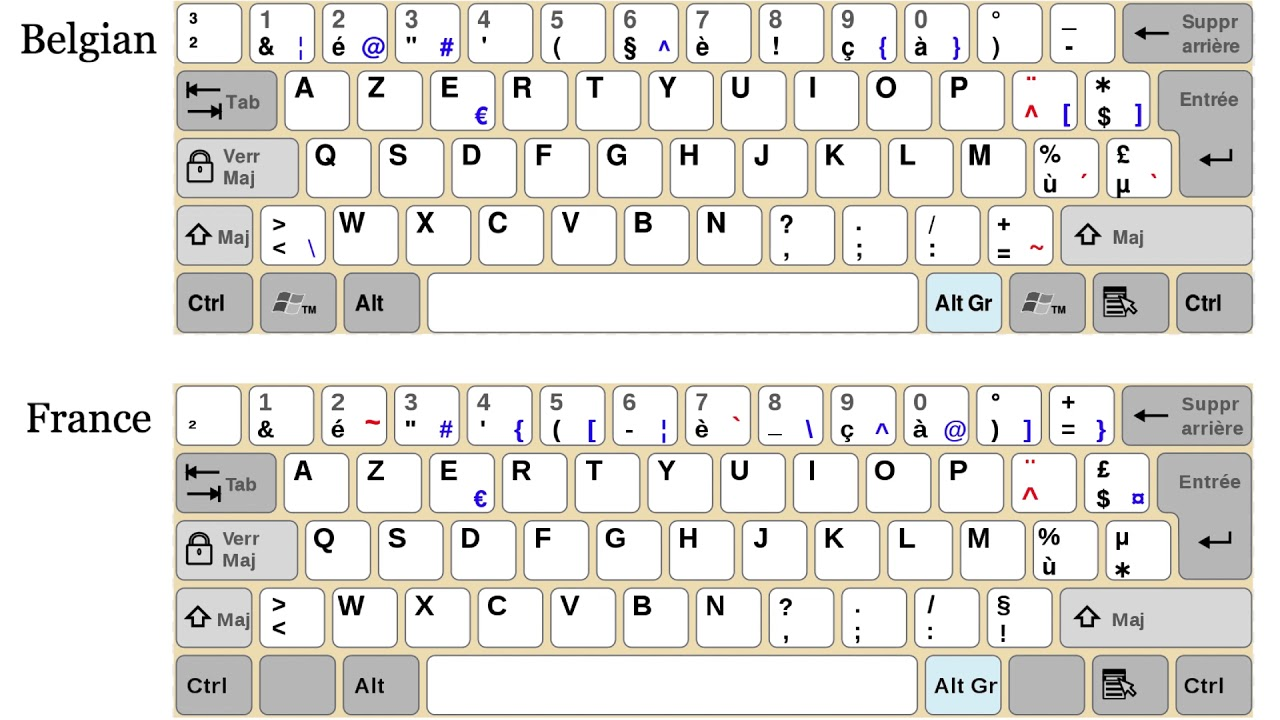
Clavier AZERTY, comparaison entre les claviers belge et français sous Windows : ils se différencient par leur disposition des symboles non-alphabétiques et par un petit nombre de caractères supplémentaires sur le clavier belge

Clavier AZERTY, disposition Français (variante) sous Linux

Clavier AZERTY selon la norme NF Z71-300 de 2019

#### Dvorak (langue anglaise)

Disposition Dvorak

#### Colemak (langue anglaise)

Disposition Colemak

#### Dvorak-fr (langue française)

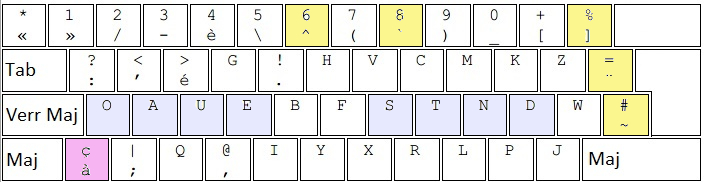
Disposition de clavier Dvorak-fr

#### Bépo (langue française)

Disposition simplifiée des caractères du bépo

#### Clavier turc en F

Disposition turque en F

### Russe

Disposition russe (sans lettres latines normalement présentes)

### Bulgare

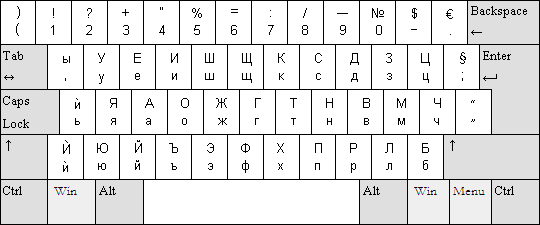
Disposition bulgare BDS

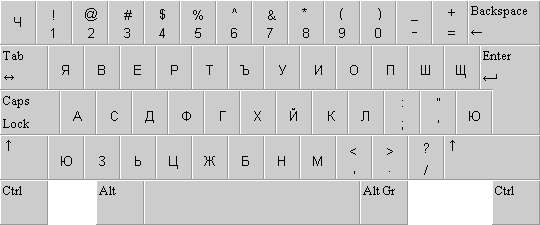
Disposition bulgare phonétique

### Serbe

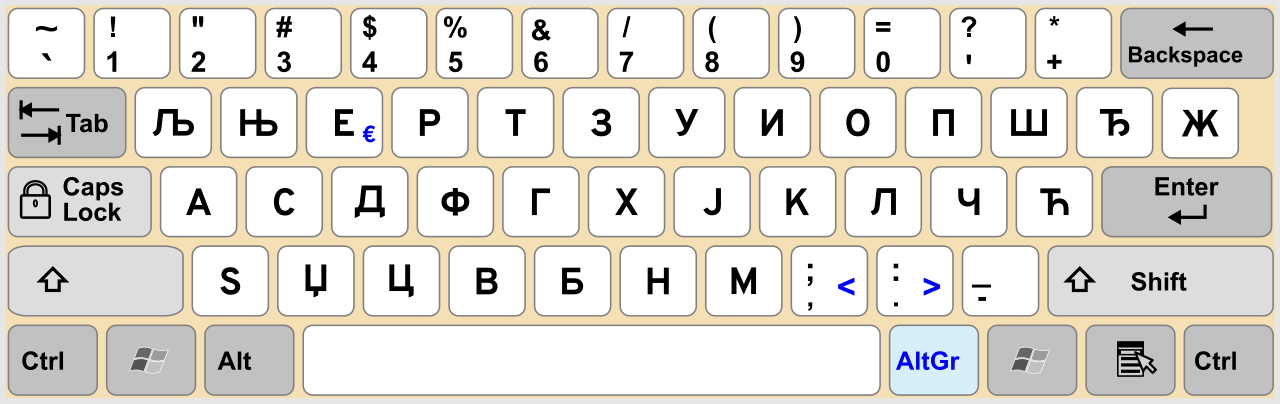
Disposition serbe

### Macédonien

Disposition macédonienne

## Arabe

Disposition arabe

## Arménien

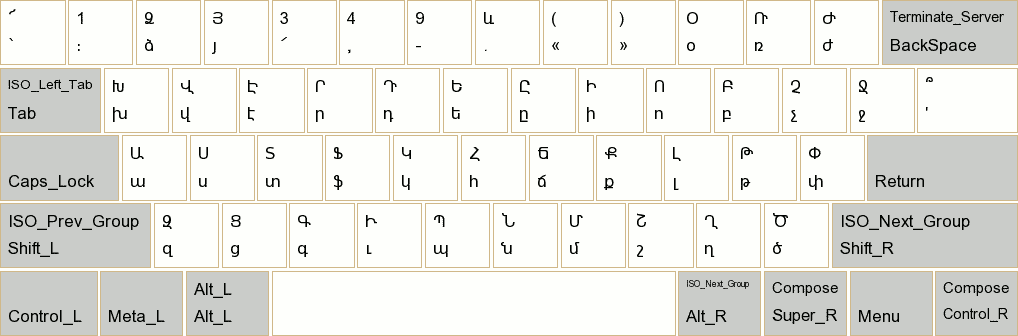
Disposition arménienne de l’Ouest

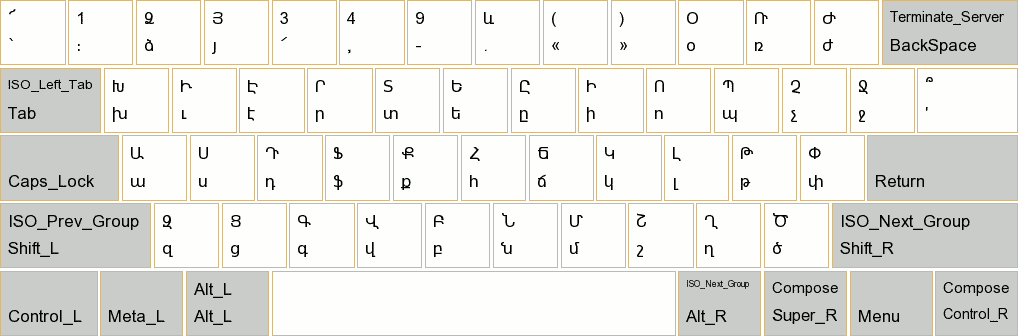
Disposition arménienne de l’Est

## Grec

Disposition grecque

## Hébreu

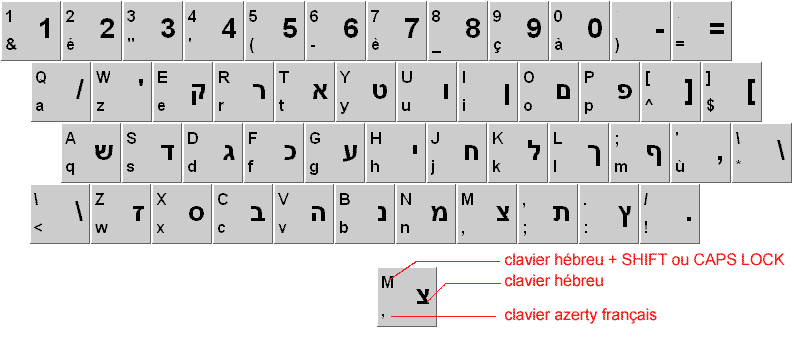
Disposition du clavier hébreu

### Devanagari

Disposition bilingue InScript (anglais / devanagari (sanskrit))

### Bengali

Disposition du clavier bengali Jatiyo (জাতীয় ; Jatiyo)

### Khmer

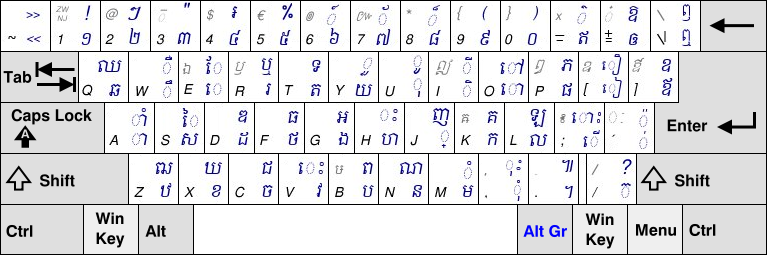
Disposition du clavier khmer, toutefois une autre disposition existe

### Thaï

Disposition du clavier thaï

## Langues du monde chinois et extrême-oriental

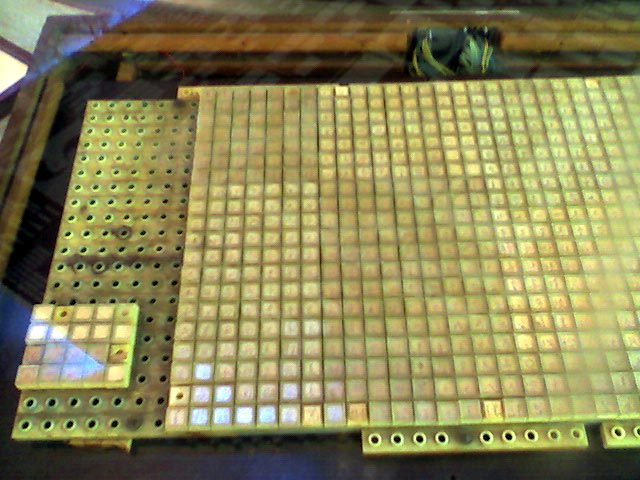
Exemple de clavier ancien chinois pour frappe directe

### Chine

Disposition du clavier taïwanais

### Corée

Disposition du clavier coréen

### Japon

Disposition du clavier japonais